# Fuentidueña
Fuentidueña est une commune de la province de Ségovie dans la communauté autonome de Castille-et-León en Espagne.

## Sites et patrimoine

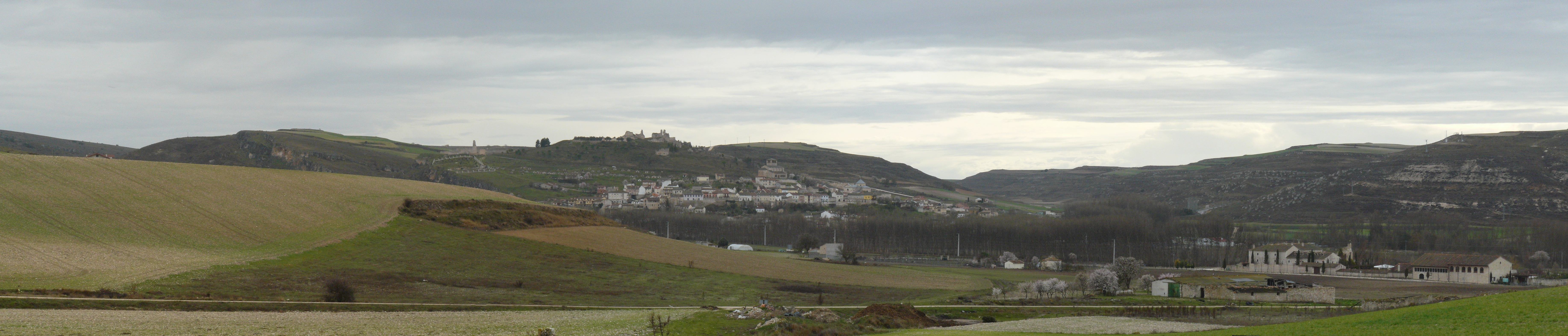
Vue de Fuentidueña depuis le Nord-Est